# Cueva Tabun
La Cueva Tabun es un sitio excavado ubicado en la Reserva Natural Nahal Me'arot, a unos 20 km al sur de Haifa, Israel y es uno de los sitios de evolución humana en el Monte Carmelo, que fueron declarados de valor universal por la UNESCO en 2012.  La cueva fue ocupada intermitentemente durante el Paleolítico inferior y medio (hace 500.000 a unos 40.000 años). En el transcurso de este período, depósitos de arena, limo y arcilla de hasta 25 m se acumularon en la cueva. Las excavaciones sugieren que presenta una de las secuencias más largas de ocupación humana en el Levante mediterráneo.

## Descripción

### Ambiente
Los depósitos más tempranos y más bajos en la cueva contienen grandes cantidades de arena de mar. Esto, y los rastros de polen encontrados, sugieren un clima relativamente cálido en ese momento. Los glaciares que se derritieron y que cubrían grandes partes del globo terrestre causaron que el nivel del mar subiera y la costa mediterránea retrocediera. La planicie costera era entonces más estrecha de lo que es hoy, y estaba cubierta de vegetación de sabana. 
Los niveles superiores en la cueva de Tabun consisten principalmente en arcilla y limo, lo que indica que un clima más frío y más húmedo prevaleció cuando los glaciares se formaron una vez más; este cambio produjo una franja costera más amplia, cubierta por densos bosques y pantanos. 

### Herramientas
Los habitantes de las cuevas de esa época utilizaban el bifaz de sílex o piedra caliza tallado por ambos lados para matar animales (gacela, hipopótamo, rinoceronte y ganado salvaje, que vagaban por la llanura costera) y también se usaban para excavar las raíces de las plantas. A medida que las herramientas mejoraron lentamente con el tiempo, las hachas de mano se hicieron más pequeñas y de mejor forma, y los raspadores hechos de lascas gruesas arrancadas de los pedernales probablemente se usaron para raspar la carne de los huesos y para procesar las pieles de animales.

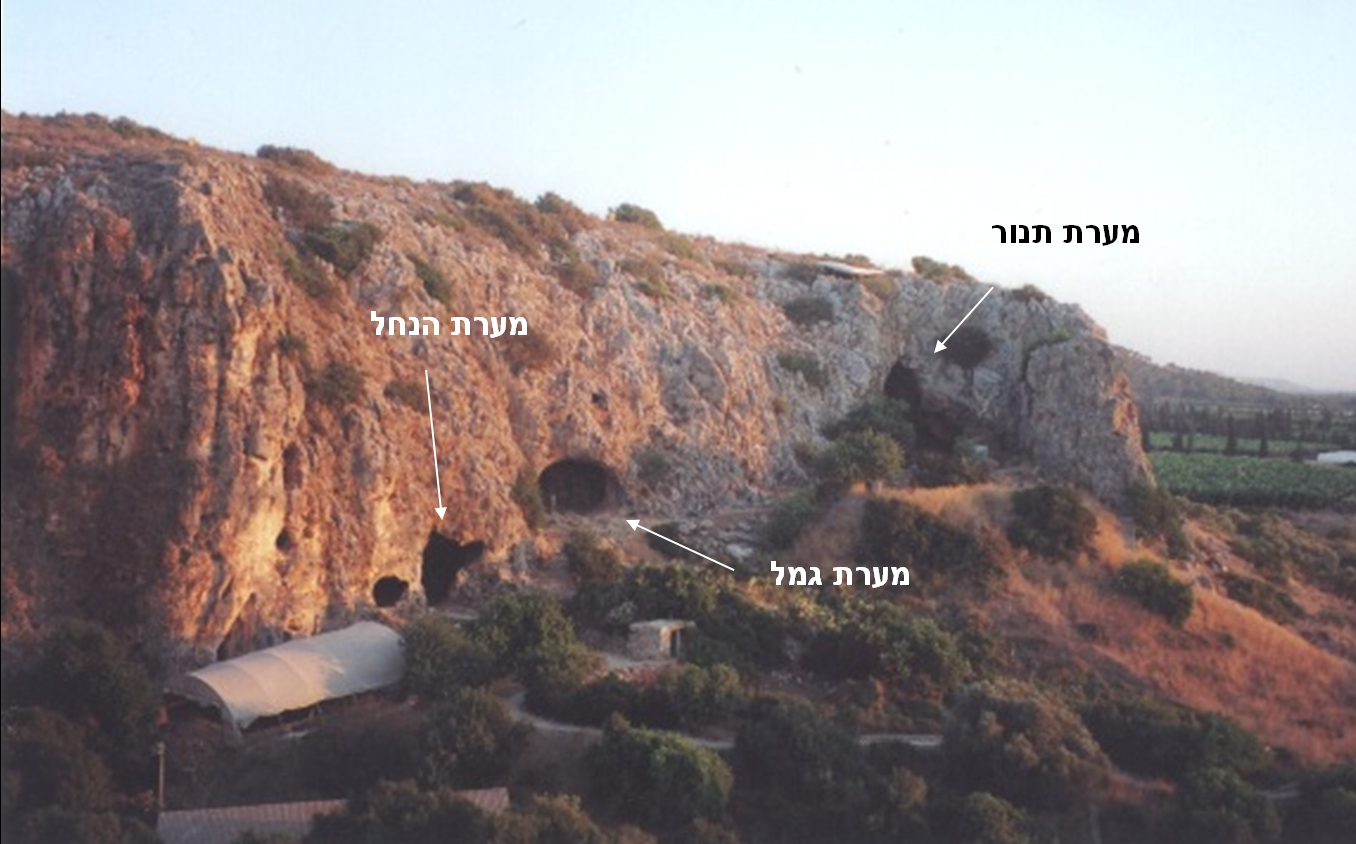
El acantilado Nahal Me'arot, en el Monte Carmelo, que muestra las cuevas prehistóricas de El-Wad, Jamal y Tabun.

Los restos materiales de los estratos superiores de la cueva son del musteriense (hace aproximadamente 200,000 - 45,000 años). Las herramientas pequeñas de pedernal hechas de lascas delgadas predominan en estos niveles, muchas de ellas producidas utilizando el método Levallois. Las herramientas típicas de la cultura de musteriense presentan puntos alargados e incluyen lascas de varias formas utilizadas como raederas, raspadores finales y otras herramientas denticuladas. Utilizadas para el corte y aserrado.

## Descubrimiento y  excavaciones

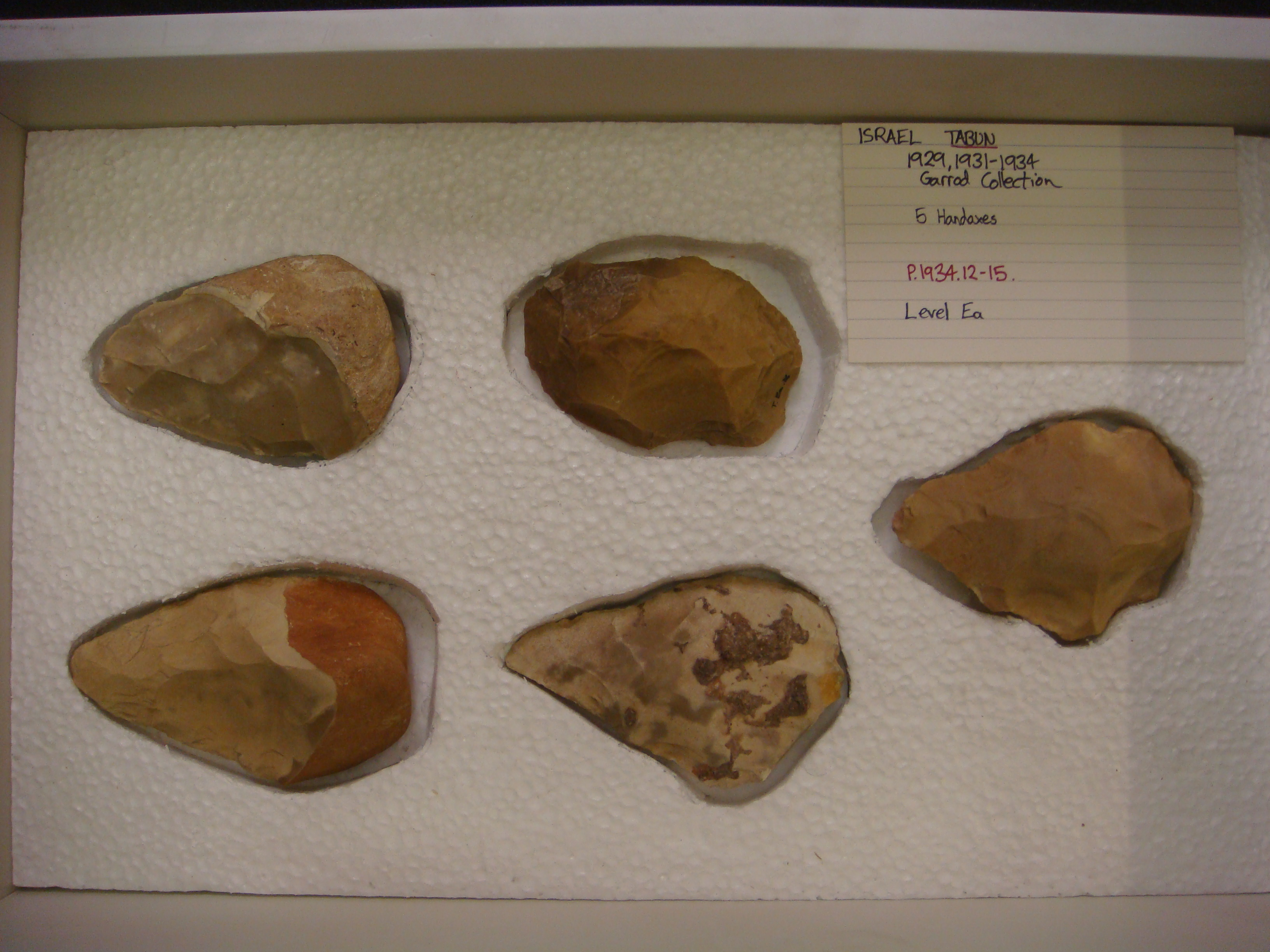
Cincobifaces, surgidos en excavaciones de 1929-1934, Museo Británico.

La cueva fue descubierta por la arqueóloga británica Dorothy Garrod y examinada por primera vez entre 1929 y 1934, que identificó siete capas principales, enumeradas de la A a la G, en una secuencia estratigráfica de 25 metros. En excavaciones posteriores (1967-1972) realizadas por Arthur Jelinek en las capas inferiores, encontraron más de 1,900 bifaces parciales y completos, el grueso del ensamblaje de la bifacial se puede atribuir a las industrias líticas del achelense y jabroudian. Las capas inferiores fueron reexaminadas en la década de 1990 por Avraham Ronen (Universidad de Haifa).
Las excavaciones de la cueva Tabun produjeron algunos detalles en la secuencia de las culturas paleolíticas del Levante. Muchas capas se pueden fechar utilizando el método de argón potásico y el método de radiocarbono. Los hallazgos más antiguos vinieron del Paleolítico inferior, el achelense (550,000-175,000 aC). Esto fue seguido por complejos en los que prevalece la primera fase de la cultura de jabroudian (- 175,000-100,000 aC), que conduce a musteriense. El amudiense pertenece junto con la segunda fase de la cultura de jabroudian y al musteriense (100,000 v. Chr. A 35,000 v. Chr.). Esto fue seguido por las industrias de  de auriñaciense.(35,000-17,000 AC) y el kebariense (17,000 a 10,500 AC), que pertenecen al Paleolítico superior. El siguiente natufiense (10,500 a 8,500 AC) ya está en la Edad Neolítica.

## Descubrimiento de restos humanos

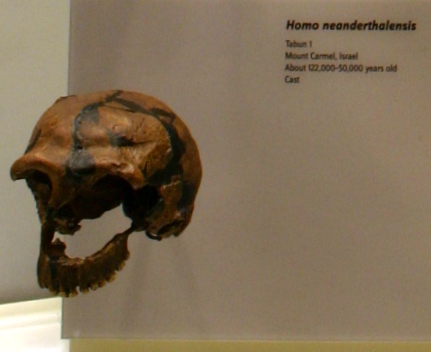
Cráneo Tabun C1

Durante las excavaciones realizadas por el equipo de Dorothy Garrod, se encontraron huesos neandertales en la capa C o B: 
- Un esqueleto casi completo de una mujer (Tabun 1 o Tabun C1); estos restos se trasladaron al Museo de Historia Natural (Londres)[9].
- El equipo también encontró una mandíbula inferior de un individuo masculino (Tabun 2), que se encuentra en el Museo Rockefeller de Jerusalén, cuyas características están al mismo tiempo cercanas al tipo neandertal, que datan de hace unos 120.000 años.[10][11][12] Es uno de los restos de esqueletos humanos más antiguos encontrados en Israel.[13]

Un estudio de 2014 sobre objetos en Tabun sugiere que los humanos ancestrales usaron fuego en el sitio de forma regular desde hace aproximadamente 350,000 años.